# Liste von Biosupermarktketten
Diese Liste von Biosupermarktketten verzeichnet Biosupermarktketten, die als Handelskette weltweit mindestens zehn Betriebsstätten besitzen oder nachweislich besaßen.
| Name                               | Gründungsjahr | Unternehmenssitz               | Filialen      | Länder                                                    | Jahresumsatz (in Mio. Euro)             | Logo |
| ---------------------------------- | ------------- | ------------------------------ | ------------- | --------------------------------------------------------- | --------------------------------------- | ---- |
| Aleco                              | 1989          | Sottrum, Deutschland           | 024           | Deutschland                                               | 015,2                                   |      |
| Alnatura                           | 1984          | Darmstadt, Deutschland         | D: 152 CH: 25 | Deutschland Schweiz                                       | 1195 (Deutschland) 91 (Schweiz; in CHF) |      |
| Basic                              | 1997          | München, Deutschland           | 032           | Deutschland Österreich                                    | 0142,0                                  |      |
| Bio c’bon                          | 2008          | Athis-Mons, Frankreich         | 158           | Frankreich Italien Schweiz Belgien Portugal Spanien Japan | 0150,0                                  |      |
| Bio Company                        | 1999          | Berlin, Deutschland            | 060           | Deutschland                                               | 0189,2                                  |      |
| Bio&bio                            | 2007          | Zagreb, Kroatien               | 016           | Kroatien                                                  | 015,6                                   |      |
| Bio-Planet                         | 2001          | Brüssel, Belgien               | 031           | Belgien                                                   | 0122,0                                  |      |
| Biocoop                            | 1986          | Paris, Frankreich              | 700           | Frankreich Monaco Andorra                                 | 01600,0                                 |      |
| Biomonde                           | 1992          | Paris, Frankreich              | 225           | Frankreich Neukaledonien Französisch-Guayana Mauritius    | 0235,0                                  |      |
| Choices Markets                    | 1990          | Vancouver, Kanada              | 010           | Kanada                                                    | 029,6                                   |      |
| Chorokmaeul                        | 1999          | Seoul, Südkorea                | 392           | Südkorea                                                  | 089,1                                   |      |
| Denn’s Biomarkt                    | 2003          | Töpen, Deutschland             | 311           | Deutschland Österreich                                    | 0515,6                                  |      |
| Earth Fare                         | 1975          | Asheville, Vereinigte Staaten  | 021           | Vereinigte Staaten                                        | 0629,1                                  |      |
| Ebl-Naturkost                      | 1994          | Fürth, Deutschland             | 030           | Deutschland                                               | 097,5                                   |      |
| EkoPlaza                           | 1980          | Amsterdam, Niederlande         | 085           | Niederlande Belgien                                       | 0150,0                                  |      |
| Erdkorn                            | 2001          | Hamburg, Deutschland           | 011           | Deutschland                                               | 01,5                                    |      |
| F&F                                | 1992          | Tokio, Japan                   | 017           | Japan                                                     | 00,7                                    |      |
| Go Natural                         | 2004          | Lissabon, Portugal             | 012           | Portugal                                                  | 06,4                                    |      |
| Hansalim                           | 1986          | Goesan, Südkorea               | 224           | Südkorea                                                  | 0311,0                                  |      |
| Lassens                            | 1971          | Camarillo, Vereinigte Staaten  | 011           | Vereinigte Staaten                                        | 07,8                                    |      |
| Livin                              | 2009          | Vilnius, Litauen               | 013           | Litauen                                                   | 04,7                                    |      |
| LPG-Biomarkt                       | 1994          | Berlin, Deutschland            | 010           | Deutschland                                               | 061,4                                   |      |
| Natural Grocers by Vitamin Cottage | 1955          | Colorado, Vereinigte Staaten   | 159           | Vereinigte Staaten                                        | 01037,0                                 |      |
| Natural House                      | 1982          | Tokio, Japan                   | 012           | Japan                                                     | 00,4                                    |      |
| Naturalia                          | 1973          | Clichy, Frankreich             | 224           | Frankreich Luxemburg                                      | 0395,0                                  |      |
| NaturaSì                           | 1985          | Verona, Italien                | 321           | Italien Spanien                                           | 0375,0                                  |      |
| NaturéO                            | 2007          | Dourdan, Frankreich            | 050           | Frankreich                                                | 0135,0                                  |      |
| Naturgut                           | 1994          | Stuttgart, Deutschland         | 011           | Deutschland                                               | 04,0                                    |      |
| ORGA Whole Foods                   | 1981          | Seoul, Südkorea                | 090           | Südkorea                                                  | 058,3                                   |      |
| PCC Community Markets              | 1953          | Seattle, Vereinigte Staaten    | 015           | Vereinigte Staaten                                        | 0263,2                                  |      |
| Planet Organic                     | 1995          | London, Vereinigtes Königreich | 012           | Vereinigtes Königreich                                    | 043,7                                   |      |
| Sprouts Farmers Market             | 2002          | Phoenix, Vereinigte Staaten    | 362           | Vereinigte Staaten                                        | 05280,6                                 |      |
| SuperBioMarkt                      | 1973          | Münster, Deutschland           | 027           | Deutschland                                               | 065,8                                   |      |
| Vollcorner                         | 1988          | München, Deutschland           | 020           | Deutschland                                               | 055,7                                   |      |
| Vorwerk Podemus                    | 1991          | Dresden, Deutschland           | 013           | Deutschland                                               | k. A.                                   |      |
| Whole Foods Market                 | 1980          | Austin, Vereinigte Staaten     | 523           | Vereinigte Staaten Kanada Vereinigtes Königreich          | 012966,0                                |      |